# Dimitri Coelho Mollo
Dimitri Coelho Mollo (* 1987 in Rio de Janeiro, Brasilien) ist ein italienisch-brasilianischer Philosoph, der sich auf die Philosophie der Künstlichen Intelligenz, Kognitionswissenschaften und Biologie spezialisiert hat.

## Leben
Mollo absolvierte von 2007 bis 2013 ein Studium der Philosophie an der Universität Bologna in Italien, das er mit einem Master in Wissenschaftsphilosophie abschloss. Auslandsaufenthalte an der École Normale Supérieure in Paris (Frankreich) und University of California in Berkeley (USA) ergänzten hierbei seine Ausbildung. Von 2013 bis 2017 folgte ein Postgraduiertenstudium in einem „Joint Programme“ am King’s College London und an der Humboldt-Universität zu Berlin, welches er mit einer Promotionsarbeit zum Thema „Deflating Representation: Computation, Structure, and Content“ als PhD erfolgreich beendete.
Nach der Ausbildung war er als Wissenschaftlicher Mitarbeiter von 2017 bis 2018 an der Berlin School of Mind and Brain und Institut für Philosophie, Humboldt-Universität zu Berlin beschäftigt. Hierauf folgte ein Wechsel als Wissenschaftlicher Mitarbeiter von Januar 2019 bis Februar 2019 am Berlin Center for Advanced Neuroimaging und Berlin School of Mind and Brain, Charité Universitätsmedizin Berlin. Von Oktober 2019 bis Dezember 2021 arbeitete er als Tutor für Philosophy of Mind and Ethics an der Max Planck School of Cognition, Leipzig. Parallel hierzu beteiligte er sich von März 2019 bis Februar 2022 als Wissenschaftlicher Mitarbeiter am Excellence Cluster Science of Intelligence, der Berlin School of Mind and Brain und am Institut für Philosophie, Humboldt-Universität zu Berlin.
Seit 2022 bis heute erhielt er einen Ruf zum Assistant Professor mit dem Fokus auf Philosophy of Articial Intelligence am Department of Historical, Philosophical, and Religious Studies an der Umeå University (Schweden) ernannt, wobei er als Focus Area Coordinator am TAIGA - centre for transdisciplinary AI für den Bereich 'Understanding and Explaining Artificial Intelligence' zuständig ist. Parallel hierzu ist er seit 2022 bis heute zudem als External Principal Investigator am Science of Intelligence Cluster in Berlin beschäftigt.

## Forschungsschwerpunkte
Seine Forschung konzentriert sich auf grundlegende und erkenntnistheoretische Fragen im Bereich der künstlichen Intelligenz und der Kognitionswissenschaft und sucht nach Möglichkeiten, unser Verständnis von Geist, Kognition und Intelligenz in biologischen und künstlichen Systemen zu verbessern.
Einen Schwerpunkt in seiner wissenschaftlichen Arbeiten bildet die Philosophy of Artificial Intelligence mit Bezug zu der Philosophie des Geistes und der Philosophie der Kognitionswissenschaften. Es geht ihm hierbei hauptsächlich darum, die Grundlagen der Philosophie der Biologie und die Wissenschaftsphilosophie für die Aufklärung der Fragen zur Funktionsweise von künstlicher Intelligenz nutzbar zu machen. Dabei spielen auch Konzepte und mentale Repräsentationen aus der Philosophie der Psychologie eine große Rolle.

## Veröffentlichungen (Auswahl)
- Explaining Intentionality: Putnam's Dictum, pluralism, and the representational model of explanation. Forthcoming in Australasian Philosophical Review.
- Intelligent Behaviour. Forthcoming in Erkenntnis doi:10.1007/s10670-022-00552-8
- Deflationary Realism: Representation and Idealisation in Cognitive Science. Forthcoming in Mind & Language doi:10.1111/mila.12364
- Beyond the Imitation Game: Quantifying and extrapolating the capabilities of language models - collaborative work with hundreds of scholars ArXiv (2022)
- Why go for a computation-based approach to cognitive representation. Synthese (2021) doi:10.1007/s11229-021-03097-5
- Against Computational Perspectivalism. The British Journal for the Philosophy of Science (2021) doi:10.1093/bjps/axz036
- Content Pragmatism Defended. Topoi (2020) doi:10.1007/s11245-017-9504-6
- Are there Teleological Functions to Compute?. Philosophy of Science (2019) doi:10.1086/703554
- Functional individuation, mechanistic implementation: the proper way of seeing the mechanistic view of concrete computation. Synthese (2018) doi:10.1007/s11229-017-1380-5
- Being clear on content: commentary on Hutto and Satne. Philosophia (2015) doi:10.1007/s11406-015-9622-6